# Ixora brachyantha
Ixora brachyantha är en måreväxtart som beskrevs av Elmer Drew Merrill. Ixora brachyantha ingår i släktet Ixora och familjen måreväxter. Inga underarter finns listade i Catalogue of Life.